# USB On-The-Go
USB On-The-Go (normalmente abreviado para USB OTG) é um suplemento para o USB 2.0 (ou USB 1.0) que permite equipamentos USB terem maior flexibilidade em gerenciar as suas conexões.
A função On The Go (OTG) permite a conexão de dispositivos externos de armazenamento de dados USB diretamente no seu Smartphone, como pen drives, discos rígidos USB, MP3 Players etc.
É uma especificação utilizada pela primeira vez no final de 2001, que permite que dispositivos USB tais como leitores de áudio digital ou telefones celulares funcionem como um host, permitindo que outros dispositivos USB, como um pen drive, câmera digital, mouse ou teclado se anexem a eles. Ao contrário dos sistemas convencionais USB, sistemas USB OTG podem, além de host, agirem como dispositivos USB normais, quando ligado a um outro host. Isso pode ser usado para permitir que um telefone celular atue como host para uma unidade flash ao ler seu conteúdo (para transferir música, por exemplo), mas, em seguida, agir como uma unidade flash quando conectado a um computador host e permitir que o host leia seu dispositivo.
Dito de outra forma, USB On-The-Go trabalha na forma mestre-escravo, mas ao contrário do USB regular, há a possibilidade da troca de papeis. (Relacionamentos "mestre-escravo" também podem ser chamado de mestre-periféricos, host-escravo ou relações periférico e hospedeiro). Enquanto o velho arranjo fixo mestre / escravo padrão funciona para alguns dispositivos, existem muitos dispositivos que exclusivamente precisarão atuar como um mestre ou um escravo, dependendo da tarefa desejada. Por exemplo, uma impressora de computador é normalmente um dispositivo escravo, mas quando um flash drive USB de imagens é conectado à porta USB da impressora com nenhum computador atual seria útil para a impressora para assumir o papel de mestre ou host, assumindo o controle do link de comunicação para a unidade flash e imprimir imagens a partir dele.
Quando dois dispositivos se conectam, eles estabelecem um link de comunicação. Seja qual for o dispositivo controlador da ligação é chamado de mestre (ou host) e o outro dispositivo é chamado de escravo (ou periférico). USB On-The-Go introduz o conceito de que um dispositivo pode executar tanto o papel de host e periférico. Com OTG, um dispositivo pode ser um host quando agindo como mestre de link, ou um periférico ao atuar como o periférico de outro dispositivo. A escolha de ser host ou periférico é tratado inteiramente pela extremidade do cabo do dispositivo que está conectado.